# Marcus Ulpius Silvanus
 (décembre 2019).
Marcus Ulpius Silvanus est un officier et homme politique de l'Empire romain de la fin du IIIe siècle.

## Biographie

### Origines familiales
Fils de Marcus Ulpius Tisamenus, il serait 
- le petit-fils paternel de Marcus Ulpius Pupienus Maximus, consularis vir à Athènes vers 230 ;
- l'arrière-petit-fils paternel de Marcus Ulpius Eubiotus Leurus, d'Hypata (Achaïe), et de son épouse Pupiena, fille de Marcus Clodius Pupienus Maximus et de Sextia Cethegilla ;
- l'arrière-arrière-petit-fils paternel de Marcus Ulpius Leurus, consularis vir, et de son épouse Flavia Habroea, aussi d' Hypata.

### Carrière
On sait peu de choses à ce sujet. 
Il aurait été préfet du prétoire d'Orient pendant trois ans[réf. nécessaire], ce qui indiquerait qu'il vit encore après la création de la tétrarchie par Dioclétien en 285, occupant un poste de haut niveau, venant juste après les deux empereurs d'Orient, l'Auguste et le César.

### Mariage et descendance
Marié, il a eu pour fils Marcus Ulpius Pupienus Silvanus Gennadius, consularis vir. 
Celui-ci est le grand-père paternel de Gennadius[réf. nécessaire] et l'arrière-grand-père paternel de Gennadia, mariée avec Synesius, les parents de Synesius, chrétien, marié et père de Synesia Gennadia, mariée avec Rufius Probianus[réf. nécessaire].